# Danh sách đám tang lớn nhất
Đây là một danh sách chưa hoàn tất, và có thể sẽ không bao giờ thỏa mãn yêu cầu hoàn tất. Bạn có thể đóng góp bằng cách mở rộng nó bằng các thông tin đáng tin cậy.
Danh sách các đám tang dưới đây đại diện cho những đám tang lớn nhất trong lịch sử, dựa trên cả số lượng người tham dự và số lượng khán giả ước tính xem qua truyền hình.
Lưu ý: Tên của tất cả các nhân vật được liệt kê trong bài là tên khai sinh hoặc danh xưng được biết đến nhiều nhất của nhân vật đó, không đi kèm với tước hiệu hoặc chức vụ mà họ nắm giữ (nếu có).
| Đám tang                                                | Thời gian                           | Địa điểm                                        | Số người tham dự                          | Số khán giả xem qua truyền hình                       |
| ------------------------------------------------------- | ----------------------------------- | ----------------------------------------------- | ----------------------------------------- | ----------------------------------------------------- |
| Ludwig van Beethoven                                    | 29 tháng 3, 1827                    | Viên                                            | ~20,000                                   |                                                       |
| Henry George                                            | 29 tháng 10, 1897                   | New York                                        | 100,000                                   |                                                       |
| Arthur Wellesley                                        | 18 tháng 12, 1852                   | Luân Đôn                                        | 1,500,000                                 |                                                       |
| Abraham Lincoln                                         | 19 tháng 4 – 3 tháng 5, 1865        | Bờ Đông Trung Tây                               | 150,000                                   |                                                       |
| Victor Hugo                                             | 1 tháng 6, 1885                     | Paris                                           | 2,000,000–3,000,000                       |                                                       |
| August Spies George Engel Adolph Fischer Albert Parsons | 13 tháng 11, 1887                   | Chicago                                         | ~500,000                                  |                                                       |
| Wilhelm I                                               | 12–16 tháng 3, 1888                 | Berlin                                          | 200,000                                   |                                                       |
| Sholem Aleichem                                         | 13 tháng 5, 1916                    | New York                                        | 250,000+                                  |                                                       |
| Rosa Luxemburg Karl Liebknecht                          | 13 tháng 6, 1919                    | Berlin                                          | 200,000                                   |                                                       |
| Rudolph Valentino                                       | 30 tháng 8, 1926                    | New York                                        | 100,000+                                  |                                                       |
| Engelbert Dollfuss                                      | 30 tháng 7, 1934                    | Viên                                            | 1,000,000+                                |                                                       |
| Paul von Hindenburg                                     | 6–7 tháng 8, 1934                   | Olsztynek                                       | 200,000                                   | Hàng triệu (qua radio, không phải qua TV)             |
| Huey Long                                               | 12 tháng 9, 1935                    | Baton Rouge                                     | ~200,000                                  |                                                       |
| Tomáš Masaryk                                           | 21 tháng 9, 1937                    | Praha                                           | 500–750,000                               |                                                       |
| Roman Dmowski                                           | 7 tháng 1, 1939                     | Warszawa                                        | 200,000                                   |                                                       |
| Pedro Aguirre Cerda                                     | 28 tháng 11, 1941                   | Santiago                                        | 700,000                                   |                                                       |
| Mahatma Gandhi                                          | 6 tháng 2, 1948                     | New Delhi                                       | 2,000,000+                                |                                                       |
| Eva Perón                                               | 9 tháng 8, 1952                     | Buenos Aires                                    | 3,000,000                                 |                                                       |
| Bhimrao Ambedkar                                        | 6 tháng 12, 1956                    | Mumbai                                          | 500,000+                                  |                                                       |
| John F. Kennedy                                         | 25 tháng 11, 1963                   | Washington, D.C.                                | 550,000                                   | 41,5 triệu                                            |
| Jawaharlal Nehru                                        | 28 tháng 5, 1964                    | New Delhi                                       | 1,500,000                                 |                                                       |
| Winston Churchill                                       | 30 tháng 1, 1965                    | Luân Đôn                                        | 6,000 (lễ tang) 500,000 (lễ truy điệu)    | 350,000,000                                           |
| Hendrik Verwoerd                                        | 10 tháng 9, 1966                    | Pretoria                                        | 250,000                                   |                                                       |
| Mir Osman Ali Khan                                      | 25 tháng 2, 1967                    | Hyderabad                                       | 800,000                                   |                                                       |
| Martin Luther King                                      | 9 tháng 4, 1968                     | Atlanta                                         | 300,000                                   | 120,000,000                                           |
| C. N. Annadurai                                         | 3 tháng 2, 1969                     | Madras                                          | 15,000,000                                |                                                       |
| Hồ Chí Minh                                             | 9 tháng 9, 1969                     | Hà Nội                                          | 250,000                                   |                                                       |
| Gamal Abdel Nasser                                      | 1 tháng 10, 1970                    | Cairo                                           | Hàng triệu                                |                                                       |
| Juan Perón                                              | 2–4 tháng 7, 1974                   | Buenos Aires                                    | 1,135,000+                                |                                                       |
| Umm Kulthum                                             | 3 tháng 2, 1975                     | Cairo                                           | Hàng triệu                                |                                                       |
| Tưởng Giới Thạch                                        | 10–16 tháng 4, 1975                 | Đài Bắc                                         | 2,500,000+                                |                                                       |
| Francisco Franco                                        | 22–23 tháng 11, 1975                | Madrid                                          | 300,000–500,000                           |                                                       |
| Mao Trạch Đông                                          | 9–18 tháng 9, 1976                  | Bắc Kinh                                        | 1,000,000+                                |                                                       |
| Elvis Presley                                           | 16–18 tháng 8, 1977                 | Memphis                                         | 75,000                                    |                                                       |
| Robert Menzies                                          | 19 tháng 11, 1978                   | Melbourne                                       | ~100,000                                  |                                                       |
| Park Chung-hee                                          | 1 tháng 11, 1979                    | Seoul                                           | ~2,000,000                                |                                                       |
| Josip Broz Tito                                         | 8 tháng 5, 1980                     | Beograd                                         | ~700,000                                  |                                                       |
| Bobby Sands                                             | 7 tháng 5, 1981                     | Belfast                                         | 100,000+                                  |                                                       |
| Bob Marley                                              | 21 tháng 5, 1981                    | Kingston                                        | ~100,000                                  |                                                       |
| Ziaur Rahman                                            | 2 tháng 6, 1981                     | Dhaka                                           | ~2,000,000                                |                                                       |
| Benigno Aquino, Jr.                                     | 31 tháng 8, 1983                    | Vùng đô thị Manila                              | 2,000,000+                                |                                                       |
| Enrico Berlinguer                                       | 13 tháng 6, 1984                    | Roma                                            | 1,000,000+                                |                                                       |
| Muhammad Zia-ul-Haq                                     | 19 tháng 8, 1988                    | Islamabad                                       | ~1,000,000                                |                                                       |
| Hirohito                                                | 24 tháng 2, 1989                    | Tokyo                                           | 250,000+                                  |                                                       |
| Ruhollah Khomeini                                       | 4–5 tháng 6, 1989                   | Tehran                                          | Hàng triệu                                |                                                       |
| Imre Nagy                                               | 16 tháng 6, 1989                    | Budapest                                        | 150–250,000                               |                                                       |
| Richard Nixon                                           | 26–27 tháng 4, 1994                 | Yorba Linda                                     | 54,000+                                   | 28,3 triệu                                            |
| Ayrton Senna                                            | 4 tháng 5, 1994                     | São Paulo                                       | 3,000,000+                                | Hàng trăm triệu (ở Brasil)                            |
| Kim Nhật Thành                                          | 17 tháng 7, 1994                    | Bình Nhưỡng                                     | 2,000,000                                 |                                                       |
| Yahya Ayyash                                            | 6 tháng 1, 1996                     | Gaza                                            | 100,000+                                  |                                                       |
| Diana Spencer                                           | 6 tháng 9, 1997                     | Luân Đôn Althorp Northamptonshire               | 2,000 (lễ tang) 1,000,000+ (lễ truy điệu) | 2,500,000,000                                         |
| Teresa                                                  | 13 tháng 9, 1997                    | Calcutta                                        | 1,000,000                                 | Hàng triệu                                            |
| Hussein bin Talal                                       | 8 tháng 2, 1999                     | Amman                                           | ~800,000                                  |                                                       |
| Pierre Trudeau                                          | 3 tháng 10, 2000                    | Montréal                                        | Hàng nghìn                                |                                                       |
| Elizabeth Bowes-Lyon                                    | 9 tháng 4, 2002                     | Luân Đôn                                        | 1,000,000+                                |                                                       |
| Zoran Đinđić                                            | 15 tháng 3, 2003                    | Beograd                                         | 200,000                                   |                                                       |
| Heydar Aliyev                                           | 15 tháng 12, 2003                   | Baku                                            | 250,000                                   |                                                       |
| Ronald Reagan                                           | 7 tháng 6, 2004                     | Simi Valley Washington, D.C.                    | 104,684                                   | 35,700,000                                            |
| Fernando Poe Jr.                                        | 22 tháng 12, 2004                   | Vùng đô thị Manila                              | ~300,000                                  |                                                       |
| Gioan Phaolô II                                         | 8 tháng 4, 2005                     | Vatican                                         | 4,000,000                                 | 2,000,000,000                                         |
| Gerald Ford                                             | 30 tháng 12, 2006 – 3 tháng 1, 2007 | Washington, D.C. Grand Rapids                   | 3,700                                     | 15,000,000                                            |
| Hrant Dink                                              | 23 tháng 1, 2007                    | Istanbul                                        | 200,000+                                  |                                                       |
| Michael Jackson                                         | 7 tháng 7, 2009                     | Los Angeles                                     | 17,500                                    | 3,000,000,000                                         |
| Corazon Aquino                                          | 1–5 tháng 8, 2009                   | Vùng đô thị Manila                              | ~122,000                                  |                                                       |
| Pavle                                                   | 19 tháng 11, 2009                   | Beograd                                         | 500,000+                                  |                                                       |
| Sathya Sai Baba                                         | 24 tháng 4, 2011                    | Puttaparthi                                     | 500,000                                   |                                                       |
| Otto von Habsburg                                       | 16 tháng 7, 2011                    | Viên                                            | ~101,000                                  | 413,000–557,000                                       |
| Bhupen Hazarika                                         | 9 tháng 11, 2011                    | Guwahati                                        | 600,000+                                  |                                                       |
| Kim Jong-il                                             | 28 tháng 12, 2011                   | Bình Nhưỡng                                     | 200,000                                   |                                                       |
| Shenouda III                                            | 20 tháng 3, 2012                    | Cairo                                           | Hàng triệu                                |                                                       |
| Bal Thackeray                                           | 18–19 tháng 11, 2012                | Mumbai                                          | 1,000,000–2,000,000                       |                                                       |
| Hugo Chávez                                             | 6–8 tháng 3, 2013                   | Caracas                                         | 1,000,000–3,000,000                       |                                                       |
| Margaret Thatcher                                       | 17 tháng 4, 2013                    | Luân Đôn                                        | Hàng nghìn                                | >4,000,000                                            |
| Ovadia Yosef                                            | 7 tháng 10, 2013                    | Jerusalem                                       | 450,000–850,000                           |                                                       |
| Võ Nguyên Giáp                                          | 12–13 tháng 10, 2013                | Hà Nội                                          | Hàng triệu                                |                                                       |
| Nelson Mandela                                          | 10–15 tháng 12, 2013                | Johannesburg Pretoria Qunu                      | Hàng nghìn                                | Hàng triệu (quốc tang)                                |
| Lý Quang Diệu                                           | 23–29 tháng 3, 2015                 | Vùng Bắc                                        | 100,000 (lễ tang)                         |                                                       |
| Muhammad Ali                                            | 10 tháng 6, 2016                    | Louisville                                      | ~100,000 (lễ tang) 15,000 (lễ tưởng niệm) | 1,000,000,000                                         |
| Burhan Wani                                             | 8 tháng 7, 2016                     | Pulwama                                         | gần 200,000                               |                                                       |
| Juan Gabriel                                            | 4–5 tháng 9, 2016                   | Ciudad Juárez TP México                         | 500,000–1,000,000                         |                                                       |
| J. Jayalalithaa                                         | 5 tháng 12, 2016                    | Chennai                                         | 1 triệu                                   |                                                       |
| Akbar Hashemi Rafsanjani                                | 9–11 tháng 1, 2017                  | Tehran                                          | 330,000–2,500,000                         |                                                       |
| Bhumibol Adulyadej                                      | 26 tháng 10, 2017                   | Băng Cốc                                        | Hàng nghìn                                | Hàng triệu                                            |
| Johnny Hallyday                                         | 9 tháng 12, 2017                    | Paris                                           | 1,000,000                                 | 15,000,000                                            |
| Sridevi                                                 | 26 tháng 2, 2018                    | Mumbai                                          | Gần 1 triệu                               |                                                       |
| Akhtar Raza Khan                                        | 20 tháng 7, 2018                    | Bareilly                                        | Hàng triệu                                |                                                       |
| M. Karunanidhi                                          | 7 tháng 8, 2018                     | Chennai                                         | Hàng triệu                                |                                                       |
| Muhammad Abdul Wahhab                                   | 18 tháng 11, 2018                   | Raiwind Markaz                                  | Hàng nghìn                                |                                                       |
| George H. W. Bush                                       | 3–6 tháng 12, 2018                  | Washington, D.C. Houston Spring College Station | 1,000                                     | 17,5 triệu                                            |
| Skulener Rebbe                                          | 2 tháng 4, 2019                     | Brooklyn                                        | 100,000+                                  |                                                       |
| Qasem Soleimani                                         | 4 tháng 1, 2020                     | Bagdad Kadhimiya                                | Hàng nghìn                                |                                                       |
| Qasem Soleimani                                         | 5 tháng 1, 2020                     | Ahvaz Mashhad                                   | Hàng triệu                                |                                                       |
| Qasem Soleimani                                         | 6 tháng 1, 2020                     | Tehran Qom                                      | Hàng triệu                                |                                                       |
| Qasem Soleimani                                         | 7 tháng 1, 2020                     | Kerman                                          | Hàng triệu                                |                                                       |
| Zubayer Ahmad Ansari                                    | 18 tháng 4, 2020                    | Brahmanbaria                                    | 100,000+                                  |                                                       |
| Khadim Hussain Rizvi                                    | 21 tháng 11, 2020                   | Lahore                                          | 200,000                                   |                                                       |
| Wali Rahmani                                            | 4 tháng 4, 2021                     | Munger                                          | 200,000–500,000                           |                                                       |
| Lata Mangeshkar                                         | 6 tháng 2, 2022                     | Mumbai                                          | Hàng nghìn                                |                                                       |
| Chaim Kanievsky                                         | 20 tháng 3, 2022                    | Bnei Brak                                       | 350,000+–750,000                          |                                                       |
| Elizabeth II                                            | 19 tháng 9, 2022                    | United Kingdom, London                          | ~1,000,000 (2,000 at funeral service)     | At least 4,100,000,000 worldwide 29,000,000 in the UK |
| Pelé                                                    | 2 - 3 tháng 1, 2023                 | Brazil, Santos                                  | ~230,000                                  |                                                       |
| Giáo hoàng Biển Đức XVI                                 | 5 tháng 1, 2023                     | Vatican City, Rome                              | ~200,000                                  |                                                       |
| Nguyễn Phú Trọng                                        | 25-26 tháng 7, 2024                 | Vietnam, Hanoi                                  | ~250,000                                  |                                                       |